# Tsu-11
Tsu-11 – prosty silnik odrzutowy typu motorjet zaprojektowany w Japonii w końcowym okresie II wojny światowej, mający służyć jako jednostka napędowa bomby latającej kamikaze "Ohka".
Tsu-11 używał czterocylindrowego silnika rzędowego Hitachi Hatsukaze, który napędzał jednostopniową sprężarkę. Za sprężarką znajdowała się komora spalania, do której wstrzykiwane było paliwo.
Podstawową wadą bomby latającej Kugisho Ohka Model 11 był bardzo krótki zasięg, co wynikało z niewielkiego zapasu paliwa do silnika rakietowego, którego używała ta konstrukcja.  Pierwsze próby z silnikiem odbyły się w 1944, do jego testów użyto bombowca Yokosuka P1Y, pod który podczepiono ten silnik. Po pozytywnym zakończeniu prób zdecydowano wprowadzić silnik do produkcji. Bomba latająca Okha z tym silnikiem otrzymała oznaczenie Kugisho Ohka Model 22. Planowano także zbudować samolot treningowy Yokosuka MXY-9 Shuka ("Jesienny ogień") używający silnika Tsu-11.